# 巴亚尔塔港
巴亚尔塔港是墨西哥哈利斯科州太平洋沿岸的一座旅游城市，人口177,830（2005年）。